# Walter Daehn
Walter Daehn (* 26. Dezember 1929 in Großgrimma; † 29. Januar 2021 in Freital) war ein deutscher Kommunalpolitiker (SED) und von 1972 bis 1990 Bürgermeister der Stadt Freital im Bezirk Dresden, DDR.

## Leben
Daehn wuchs in Großgrimma auf. Im Jahr 1959 wurde er Bürgermeister von Wurgwitz. Mit Beginn des Jahres 1972 übernahm Karl-Heinz Hofmann die Amtsgeschäfte. Daehn wechselte als Stadtrat für Verkehr in die Verwaltung der Stadt Freital und wurde mit Wirkung vom 1. Juli 1972 zum Bürgermeister von Freital gewählt. In seine Amtsperiode, die bis kurz nach der Wiedervereinigung andauerte, fiel auch die Eingliederung seines alten Wirkungsortes Wurgwitz nach Freital Anfang 1974. Zudem wurde ihm der Vaterländische Verdienstorden in Bronze verliehen.
Im Mai 1990 wurde der CDU-Politiker Dietmar Lumpe erster frei gewählter Bürgermeister Freitals nach der Wende und damit zum Nachfolger Daehns gewählt. Mit 18-jähriger Amtszeit war Daehn der bislang am längsten amtierende Bürgermeister der Stadt. Mit seiner Frau lebte er weiterhin in Wurgwitz.
Daehn starb am 29. Januar 2021 im Alter von 91 Jahren.